# اچ‌ام‌ان‌زداس اندور (ای۱۱)
اچ‌ام‌ان‌زداس اندور (ای۱۱) (به انگلیسی: HMNZS Endeavour (A11)) یک کشتی است که طول آن ۱۳۸ متر (۴۵۳ فوت) می‌باشد. این کشتی در سال ۱۹۸۸ ساخته شد.